# Іван Мирович
Іван Мирович (*? — †1706 Гетеборг, Швеція), — український військовий діяч, з 1689 року — значковий товариш, в 1692—1706 роках — переяславський полковник.

## Життєпис
27 жовтня 1694 року козацьке військо під проводом Семена Палія і Івана Мировича розгромило кримську орду на річці Кодимі.
На чолі Переяславського полку Мирович брав участь у Північній війні 1700—1721 років. 1704 року за наказом Петра І з 10-тисячним загоном приєднався до війська польського короля Августа ІІ під командуванням Паткуля, але внаслідок поганого ставлення останнього повернувся до України.
На власні кошти збудував у Переяславі Покровську церкву. У 1704—1706 роках Іван Мирович і Данило Апостол очолювали 17-тисячний український корпус, який разом із саксонськими військами вів воєнні дії проти шведської армії у Польщі та Білій Русі.
Козаки під проводом Мировича брали участь у здобутті Варшави. У травні 1706 року в боях за Ляховичі (нині Білорусь) зі шведськими військами потрапив у полон і був відправлений до Гетеборга, де незабаром помер 2 грудня 1706 року.